# Uttertjärnen (Stensele socken, Lappland)
Uttertjärnen är en sjö i Storumans kommun i Lappland och ingår i Umeälvens huvudavrinningsområde.